# Masbate (provincie)
Masbate is een provincie van de Filipijnen ten zuiden van Bicolschiereiland. De drie belangrijkste eilanden van de provincie zijn Masbate, Ticao en Burias. De provincie maakt deel uit van regio V (Bicol Region). De hoofdstad van de provincie is Masbate City. Bij de census van 2020 telde de provincie bijna 909 duizend inwoners.

## Geschiedenis
De eilanden van de huidige provincie Masbate worden net als andere delen van de Filipijnse archipel al duizenden jaren door mensen bewoond. Op diverse plekken in de provincie zijn in verleden vondsten van overblijfselen uit het verre verleden gedaan.
In 1569 arriveerden de Spanjaarden in deze regio. Don Luis Enriquez De Guzman, een ridder uit Sevilla claimde in dat jaar de eilanden Masbate, Ticao en Burias voor de Spaanse kroon. Onder leiding van kapitein Andres de Ibarra werden de eilanden verder verkend en tijdens deze expeditie begon de Augustijner pater Alonso Jimenez ook met het bekeren van de lokale bewoners van Masbate tot het Rooms-Katholieke geloof. Een blijvend overblijfsel van deze activiteiten door Alonso Jimenez is de stenen kerk in San Pascual op Burias, een van de oudste kerken in de Filipijnen.
In het midden van de 17e eeuw, op het hoogtepunt van de handel met de Manillagaljoenen werd in Mobo een scheepswerf gebouwd. In die tijd behoorde de eilanden Masbate, Burias en Ticao tot de provincie Albay, toen nog Ibalon. De Spanjaarden lieten deze eilanden echter lange tijd grotendeels ongemoeid.
In 1846 werd Masbate aangewezen als een aparte politiek-militaire bestuurlijke eenheid en in 1864 werd het een aparte provincie, los van de provincie Albay waar het tot dan toe nog onder viel. Na een verwoestende tyfoon in 1908 werd Masbate weer geannexeerd, ditmaal door de provincie Sorsogon. Pas sinds 15 december 1920, in de Amerikaans-koloniale tijd, is Masbate opnieuw een eigen provincie.

## Geografie

### Topografie en landschap
De provincie Masbate ligt centraal in de Filipijnen tussen 11°43' en 21°36' noorderbreedte en 123°9' en 124°15' oosterlengte ten zuiden van Bicolschiereiland. de provincie maakt politiek gezien onderdeel uit van de Bicol Region en behoort daarmee tot de noordelijke Luzon-eilandengroep. Vanuit een biogeografisch en etnisch oogpunt behoort de provincie echter samen met onder meer Romblon, Marinduque, Sibuyan tot een groep eilanden in de Sibuyanzee. Deze andere eilanden behoren politiek gezien tot de centraal in de Filipijnen gelegen eilandengroep Visayas.

Ligging van Masbate en de zeeën daaromheen (kaart vergroot bij aanklikken)

De provincie wordt gevormd door de eilanden Masbate, Ticao, Burias en diverse kleinere eilandjes. Het hoofdeiland Masbate heeft de vorm van een pijlpunt, met de punt naar het noorden toe. Burias en Ticao zijn beide langgerekte eilanden, uitstrekkend van het noordwesten naar het zuidoosten. De totale provincie heeft een landoppervlakte van 3975,55 km² en een totale oppervlakte van 4151.78 km2 en is daarmee qua grootte de dertigste provincie van het land. Daarvan vormt het grootste eiland Masbate met 3290 km² het grootste deel. De andere grotere eilanden van de provincie Maskate zijn Burias (424 km²) en Ticao (334 km²), respectievelijk ten noordwesten en noorden van Masbate gescheiden door de Masbate Pass. De totale kustlijn van Masbate bedraagt 968 kilometer. De grootste en enige stad van de provincie is de provinciehoofdstad Masbate City. Deze stad ligt aan de noordelijke kust van het hoofdeiland Masbate.

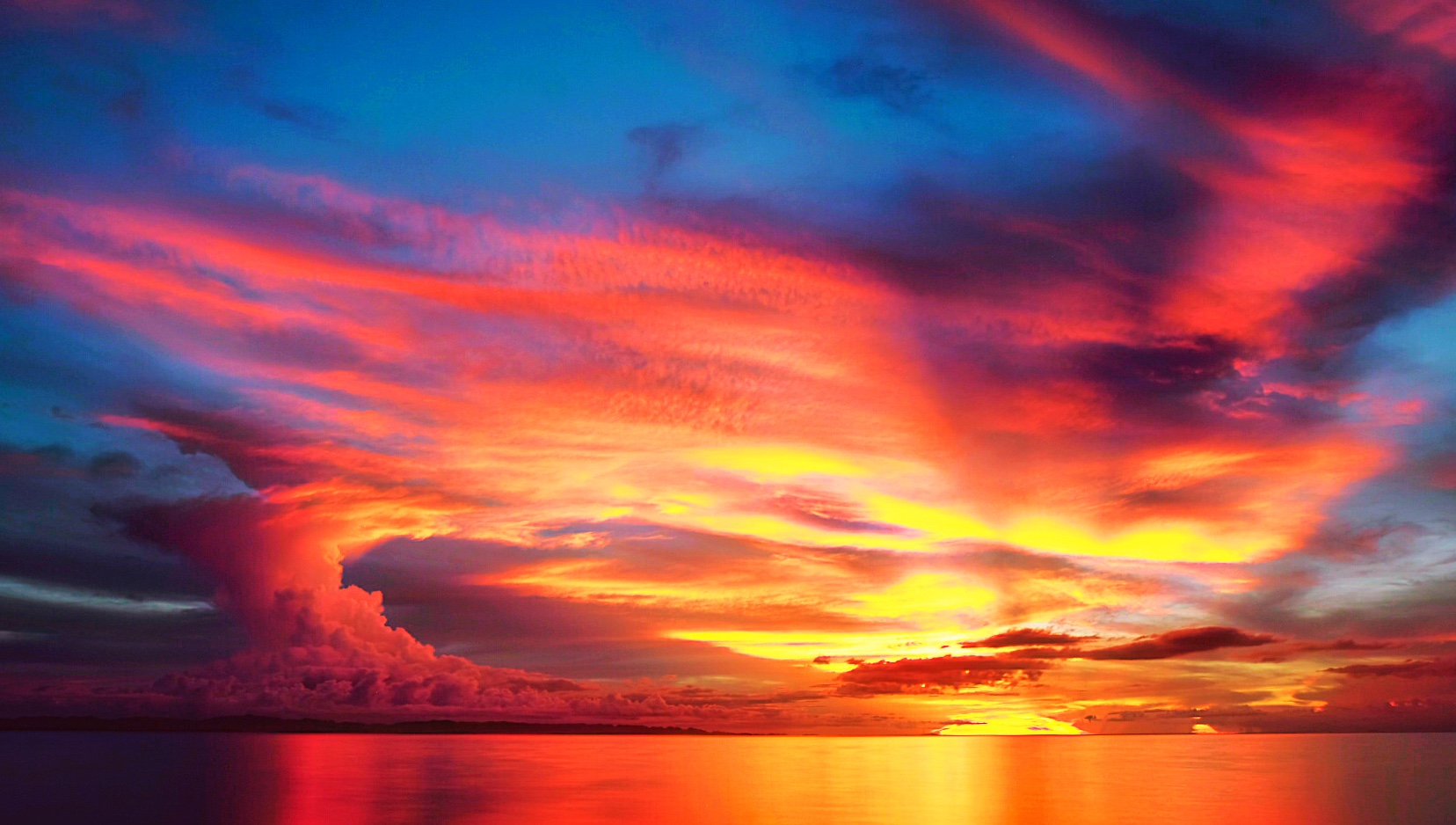
zonsondergang met uitzicht richting Ticao vanaf Albay

De provincie heeft geen landgrenzen met de andere Filipijnse provincies. In het noorden vormen de Burias-passage en de Ticao-passage de grens tussen Masbate en Sorsogon. In het oosten scheidt de Samarzee de provincie van Samar. Ten zuiden van Masbate bevindt zich de Visayanzee, met de provincies Cebu en Samar daar weer ten respectievelijk ten zuiden en zuidwesten van. Ten westen van Masbate ligt de Sibuyanzee. Het Jintotolo-kanaal ten zuidwesten van Masbate verbindt de Sibuyanzee en de Visayanzee en scheidt de provincie Masbate van het eiland Panay.
Masbate, Ticao en Burias hebben allemaal een glooiend tot heuvelachtig landschap. Het hoogste punt van de provincie is Conical Peak met een hoogte van 684 meter.

### Bestuurlijke indeling
In de Spaans koloniale tijd behoorde tot de provincie Albay. In 1864 werd Masbate afgescheiden van Albay en uitgeroepen tot provincie tot het in de Amerikaanse koloniale tijd in 1908 weer werd toegevoegd aan de provincie Sorsogon. Sinds 15 december 1920 is Masbate middels Commonwealth Act 2934 echter een eigen provincie.
Masbate is bestuurlijk gezien opgedeeld in 1 stad en 20 gemeenten.

#### Stad

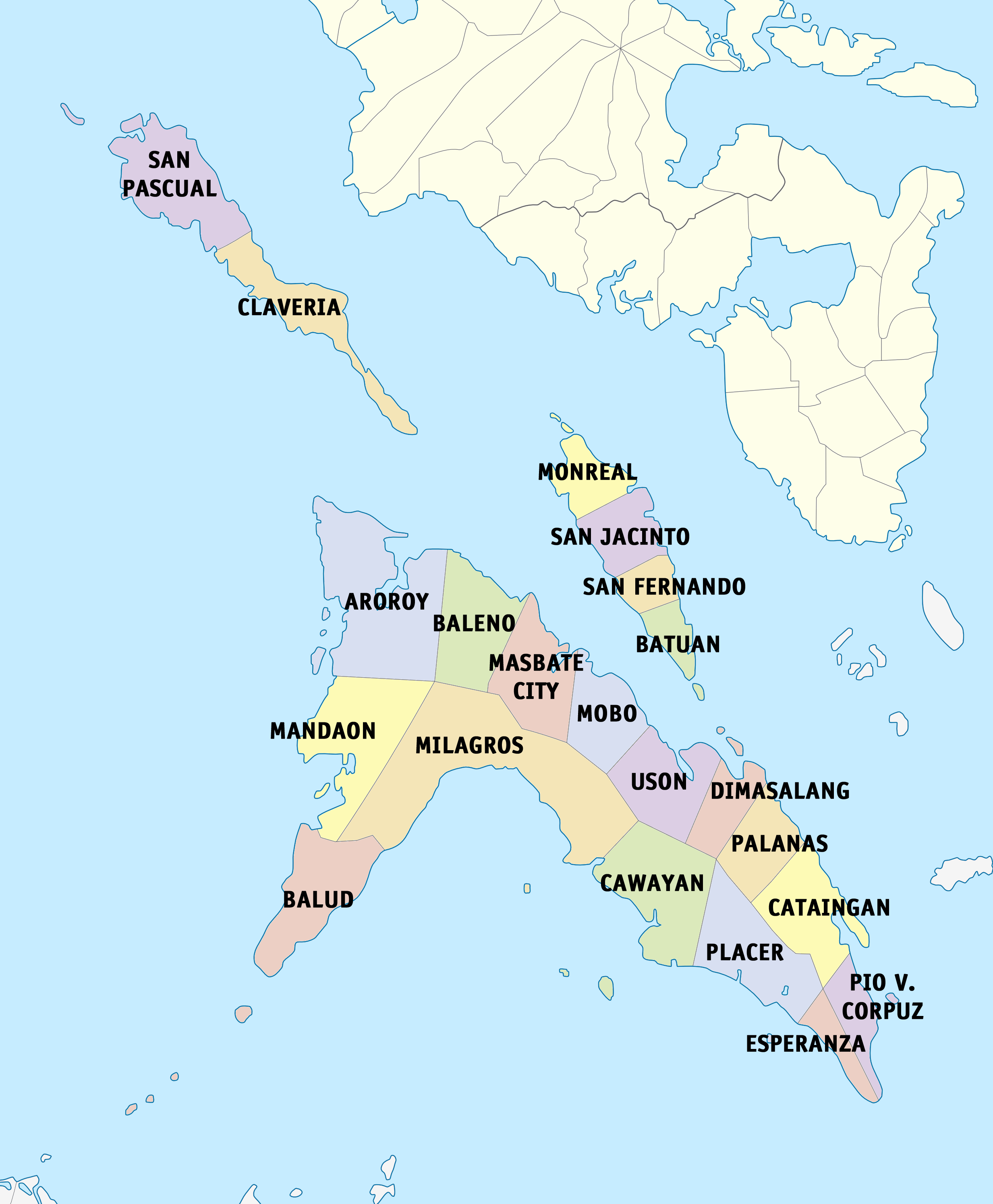
Bestuurlijke onderverdeling van de provincie in beeld

Masbate City is de enige stad van de provincie en is gelegen aan de noordkust van het eiland Masbate.

#### Gemeenten
De provincie Masbate kent 20 gemeenten: Twee gemeenten op het eiland Burias, vier op Ticao en de overige 14 gemeenten op het eiland Masbate.
| - Aroroy (Masbate) - Baleno (Masbate) - Balud (Masbate) - Batuan (Ticao) - Cataingan (Masbate) - Cawayan (Masbate) - Claveria (Burias) - Dimasalang (Masbate) - Esperanza (Masbate) - Mandaon (Masbate) | - Milagros (Masbate) - Mobo (Masbate) - Monreal (Ticao) - Palanas (Masbate) - Pio V. Corpuz (Masbate) - Placer (Masbate) - San Fernando (Ticao) - San Jacinto (Ticao) - San Pascual (Burias) - Uson (Masbate) |

Deze stad en gemeenten zijn weer verder onderverdeeld in 550 barangays.

### Klimaat
Masbate kent is net als in de rest van de Filipijnen een tropisch klimaat. Dit deel van de archipel kent een kort droog seizoen en wordt geclassificeerd als Am in de klimaatclassificatie van Köppen. De gemiddelde temperatuur van het weerstation in Masbate over het jaar heen is 28,4 °C met een gemiddeld maximum van 32,2 °C en een gemiddeld minimum van 24,7 °C. De warmste maanden maanden zijn april, mei en juni. De maand april is gemiddeld het droogst met 50,3mm neerslag. het weerstation kent een gemiddelde jaarlijkse neerslag van 2026,6mm per jaar.
| Masbate City            | jan  | feb  | mar  | apr  | mei  | jun  | jul  | aug  | sep  | okt  | nov  | dec  | jaar |
| ----------------------- | ---- | ---- | ---- | ---- | ---- | ---- | ---- | ---- | ---- | ---- | ---- | ---- | ---- |
| Gemiddelde temp. (°C)   | 26,9 | 27,2 | 28,0 | 29,1 | 29,7 | 29,4 | 28,8 | 28,8 | 28,8 | 28,6 | 28,3 | 27,1 | 28,4 |
| Gem. maximum temp. (°C) | 30,4 | 31,0 | 32,0 | 33,2 | 33,7 | 33,3 | 32,5 | 32,5 | 32,5 | 32,4 | 31,9 | 30,9 | 32,2 |
| Gem. minimum temp. (°C) | 23,4 | 23,4 | 24,0 | 24,9 | 25,7 | 25,5 | 25,1 | 25,1 | 25,0 | 24,9 | 24,7 | 24,1 | 24,7 |
| bron: PAGASA            |      |      |      |      |      |      |      |      |      |      |      |      |      |

| Masbate City              | jan   | feb   | mar   | apr  | mei   | jun   | jul   | aug   | sep   | okt   | nov   | dec   | jaar   |
| ------------------------- | ----- | ----- | ----- | ---- | ----- | ----- | ----- | ----- | ----- | ----- | ----- | ----- | ------ |
| Gemiddelde neerslag (mm)  | 195,0 | 113,5 | 111,0 | 50,3 | 126,8 | 144,8 | 209,6 | 168,9 | 205,2 | 203,9 | 204,6 | 293,5 | 2026,6 |
| Dagen met regen           | 14    | 10    | 8     | 5    | 8     | 11    | 15    | 14    | 15    | 14    | 15    | 17    | 146    |
| Gem. luchtvochtigheid (%) | 86    | 84    | 83    | 80   | 80    | 82    | 83    | 82    | 83    | 84    | 85    | 86    | 83     |
| bron: PAGASA              |       |       |       |      |       |       |       |       |       |       |       |       |        |

### Aardbevingen
De Filipijnen maken deel uit van de zogenaamde Ring of Fire. Op Masbate zijn geen actieve vulkanen te vinden zoals elders in het land. Wel wordt ook deze provincie met enige regelmaat getroffen door aardbevingen als gevolg van platentektoniek. De provincie ligt direct aan een breuk waardoor hevige aardbevingen met een kracht van 6 tot 7 gemiddeld eens in de tien jaar voorkomen.

## Bestuur en politiek

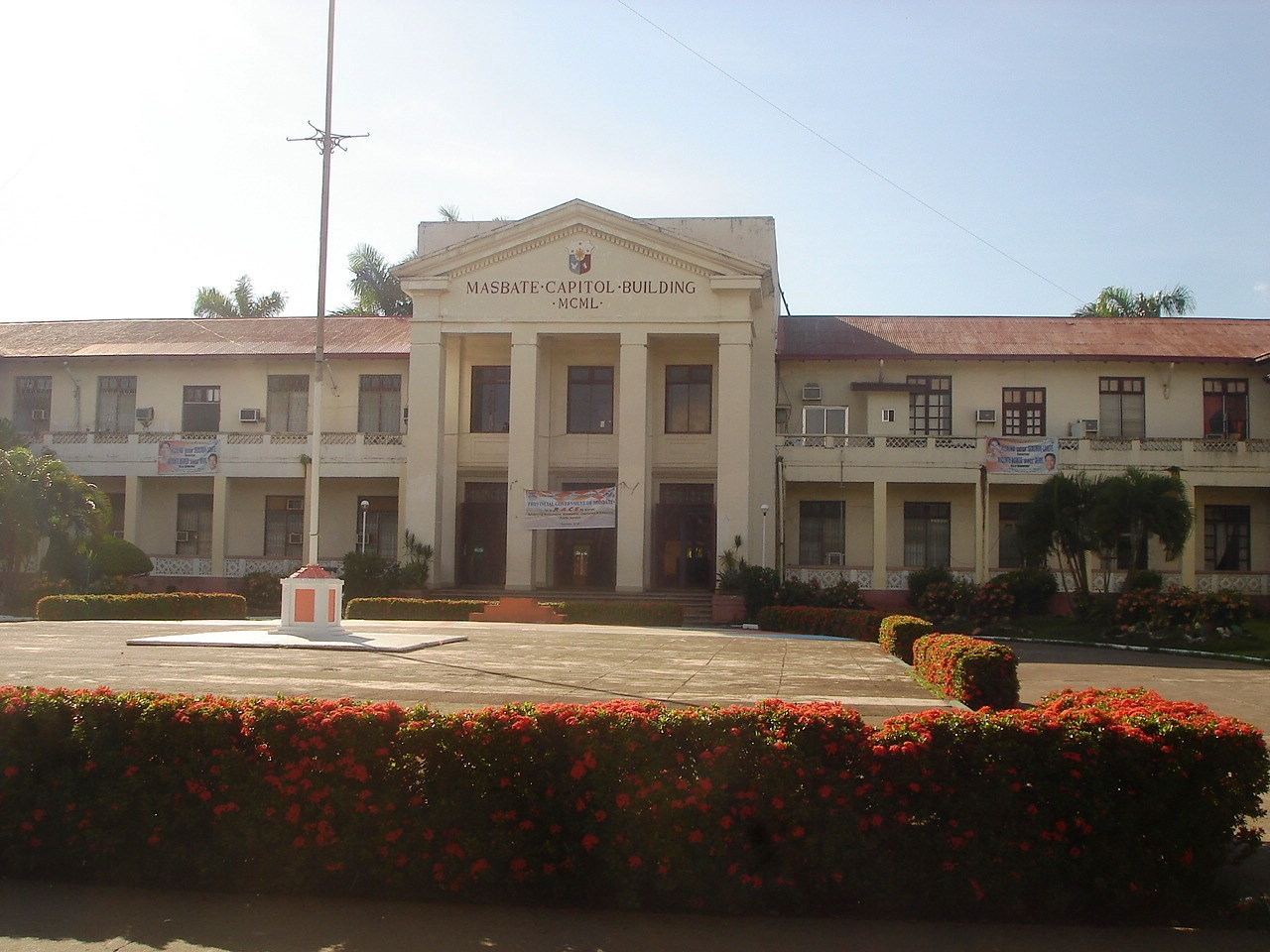
Het provinciehuis van Masbate

Het bestuur van de provincie heeft een dualistisch karakter. De uitvoerende macht ligt bij de gouverneur. De gouverneur wordt sinds 1987 elke drie jaar rechtstreeks gekozen door de inwoners van de provincie. Hij is het hoofd van het dagelijks bestuur en benoemt alle directeur van uitvoerende organen. De gouverneur van de provincie Masbate is Antonio T. Kho. Hij werd bij de verkiezingen van 2022 voor de derde achtereenvolgende keer voor een termijn van drie jaar gekozen, nadat hij eerder van 1998 tot 2007 al drie termijnen diende als gouverneur. De wetgevende macht van de provincie ligt bij de Sangguniang Panlalawigan (provinciale raad). Deze bestaat in het geval van Masbate uit tien reguliere raadsleden en drie ex officio leden. De raad wordt voorgezeten door de vicegouverneur. De vicegouverneur wordt net als de gouverneur rechtstreeks door het volk gekozen en is de eerst aangewezen opvolger van de gouverneur wanneer deze bijvoorbeeld komt te overlijden. Ook de vicegouverneur is een ex-officio lid van de raad en stemt normaal gesproken niet mee in de raad, maar mag wel de beslissende stem uitbrengen bij een gelijk geëindigde stemming. De vicegouverneur van Mabate is Elisa T. Kho, de vrouw van gouverneur Antonio Kho. Zij werd in 2022 voor een termijn van drie jaar gekozen, nadat ze eerder van 2007 tot 2010 zelf ook al gouverneur was. De tien reguliere raadsleden van Masbate worden gekozen per kiesdistrict. De inwoners van het eerste kiesdistrict van Masbate kiezen twee raadsleden. De inwoners van het tweede en derde kiesdistrict kiezen elk vier raadsleden. De drie ex-officio leden zijn de lokale president van de Association of Barangay Captains (ABC), de lokale president van de Philippine Councilors League (PCL) en de lokale president van de Sangguniang Kabataan (jeugdraad).
Lijst van gouverneurs van Masbate sinds 1946
| - 1946 - 1948 Rafael C. Letada - 1952 - 1955 Vicente M. Quisumbing - 1955 - 1964 Jesus O. Almero - 1964 - 1968 Manuel Pecson - 1968 - 1975 Moises R. Espinosa - 1975 - 1978 Emilio R. Espinosa - 1986 - 1986 Romeo H. Mijares (OIC) | - 1986 - 1987 Jolly T. Fernandez (OIC) - 1987 - 1988 Juan Sanchez (OIC) - 1988 - 1990 Emilio R. Espinosa - 1998 - 2007 Antonio T. Kho - 2007 - 2010 Elisa T. Kho - 2010 - 2015 Rizalina Seachon Lanete - 2015 - 2016 Vicente Homer - 2019 - 2025 Antonio T. Kho |

## Demografie

### Bevolkingsgroei
Masbate had bij de census van 2020 een inwoneraantal van 908.920 mensen. Dit waren 16.527 mensen (1,85%) meer dan bij de vorige census van 2015. Ten opzichte van de census van 2000 was het aantal inwoners gegroeid met 201.252 mensen (28,44%). De gemiddelde jaarlijkse groei in die periode kwam daarmee uit op 1,26%, hetgeen lager was dan het landelijk jaarlijks gemiddelde over deze periode (1,79%).

De bevolkingsdichtheid van Masbate was ten tijde van de laatste census, met 908.920 inwoners op 4151,78 km², 218,9 mensen per km².

### Bevolkingssamenstelling
Masbate telt diverse etnische groepen, die zich van elkaar onderscheiden door hun taal en cultuur. Bijna twee derde van de inwoners van de provincie zijn Masbateño/Masbatenon. De overige 34% zijn Cebuano's (24,2%), Bisaya's (4,1%), Bicolano's (2,4%), Tagalog (0,3%), Waray (0,2%), Boholano (0,1%) en nog diverse andere nog minder voorkomende etnische groepen.

### Talen
De provincie kent drie verschillende talen uit de Visayas en een uit Luzon. Ten tijde van de census in 2000 sprak ongeveer 60,6% van de mensen Masbateño of Minasbaté. Deze Visaya-taal wordt alleen wordt gesproken in deze provincie en dan met name in Masbate City en de naburige gemeenten. De taal lijkt veel op het Hiligaynon, dat door ongeveer een derde van de bevolking wordt gesproken in het zuidwestelijke deel van Masbate wordt gesproken in met name de gemeenten Balud, Mandaon en het zuidwestelijke deel van Milagros. De resterende inwoners van de provincie, voornamelijk inwoners van Esperanza, Pio V. Corpuz and Placer in het zuidelijke deel van de provincie spreken Cebuano,
Waray komt met name voor op Ticao, vanwege de nabijheid tot de provincie Sorsogon, waar deze taal ook wordt gesproken.

### Religie

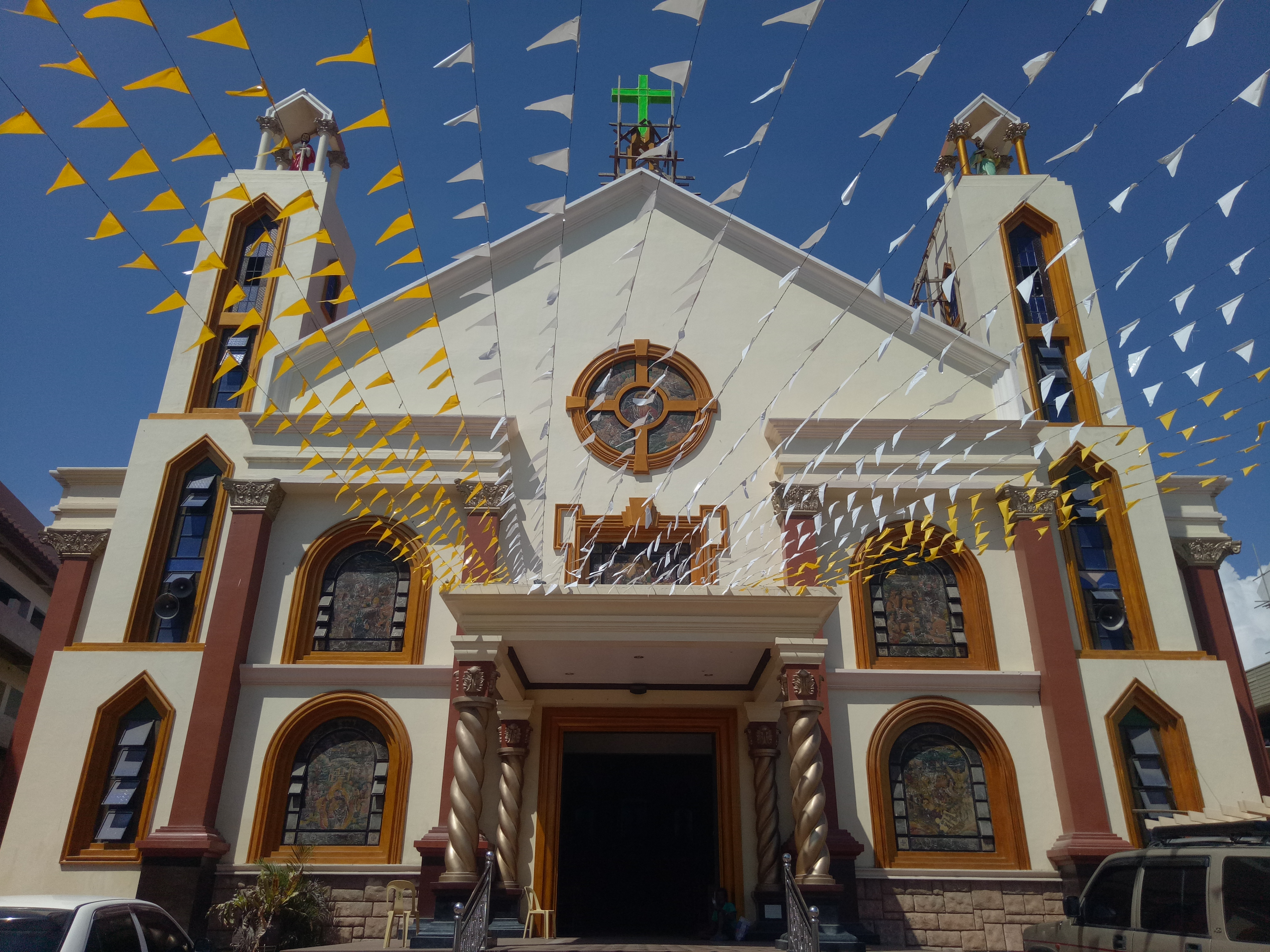
Saint Anthony of Padua kathedraal in Masbate City, Masbate

Als gevolg van de eeuwenlange koloniale overheersing door de Spanjaarden is het grootste deel van de inwoners van de Filipijnen katholiek: ruim 80 procent van de bevolking is volgeling van de Rooms-Katholieke Kerk in de Filipijnen en nog eens 3 procent behoort tot de hiervan afgesplitste Iglesia Filipina Independiente. In Masbate is het aandeel Rooms-Katholieken nog hoger. Bij de census van 2010 gaf 90,6 van de inwoners van de provincie Rooms-katholiek op als religie en nog eens 1,8 procent noemde de Iglesia Filipina Independiente. Andere religieuze affiliaties die in 2010 genoemd werden waren: Evangelisch christendom (Philippine Council of Evangelical Churches) met 1,1 procent, protestant en niet Rooms-Katholiek (National Council of Churches in the Philippines) met 1,1 procent en de Zevendedagsadventisten met 0,9 procent.
Tot 1968 behoorde de provincie Masbate voor de Rooms-Katholieke Kerk tot het Bisdom van Sorsogon. Op 23 maart 1968 werd het Bisdom van Masbate gecreëerd als suffragaan bisdom van het aartsbisdom van Caceres. De bisschop van Masbate is sinds 2011 José Bantolo.

## Economie
Landbouw, veeteelt en visserij vormen de belangrijkste onderdelen van de economie van Masbate. De provincie is na de provincie Bukidnon de grootste in veeteelt. Ongeveer 70% van het vee wordt verkocht aan de regio Metro Manilla. Het belangrijkste landbouwproduct van de provincie is kopra. Ook maïs, rijst en wortelgewassen worden er veel verbouwd. Langs de vele kustgebieden is veel visserijactiviteit. In Masbate zijn veel mineralen in de bodem te vinden, zoals koper, zilver, ijzer, mangaan, chromiet en kalksteen. Veel van deze natuurlijke hulpbronnen zijn nog onontgonnen.
Masbate is een relatief arme provincie. Uit cijfers van de Philippine Statistical Authority (PSA) uit het jaar 2021 blijkt dat 27,7% (262.091) mensen) onder de armoedegrens leefde. In het jaar 2000 was dit nog 70,2%. Naar schatting 9,4% van het aantal inwoners van Masbate heeft zelfs niet voldoende inkomen om zich alleen maar van de minimale benodigde voeding te kunnen voorzien. Het percentage mensen dat in 2012 onder de armoedegrens leefde was hoger dan het gemiddelde cijfer voor de Filipijnen dat werd vastgesteld op 18,1%.

## Flora en Fauna
De provincie kent sinds 2022 het beschermde natuurgebied Tugbo Natural Biotic Area voorheen bekend als Tugbo Watershed Forest Reserve. Dit gebied in barangay Tugbo, onderdeel van Masbate City en deels in de gemeente Mobo, werd in juni 2022 uitgeroepen tot beschermd natuurgebied middels Republic Act 11806. In dit 224 hectare grote gebied leven diverse Filipijns-endemische vogelsoorten zoals de Luzonboeboekuil, de roodborstbuulbuul, de Witbrauwshamalijster, de blauwkopwaaierstaart, de bruinborstfluiter en de oranjebuikhoningvogel

## Toerisme
Het toerismesector in Masbate is niet erg ontwikkeld. De provincies kent wel vele hagelwitte stranden, zandbanken en diverse bijzondere kleine eilandjes. Voorbeelden zijn de Buntod Sandbar, Palani White Beach, Animasola Island, Tinalisayan Island, Sombrero Island, Porta Vega Beach, Pawa Mangrove Park, de Catandayagan Falls en Halea Nature Park

Toeristische locaties in Masbate
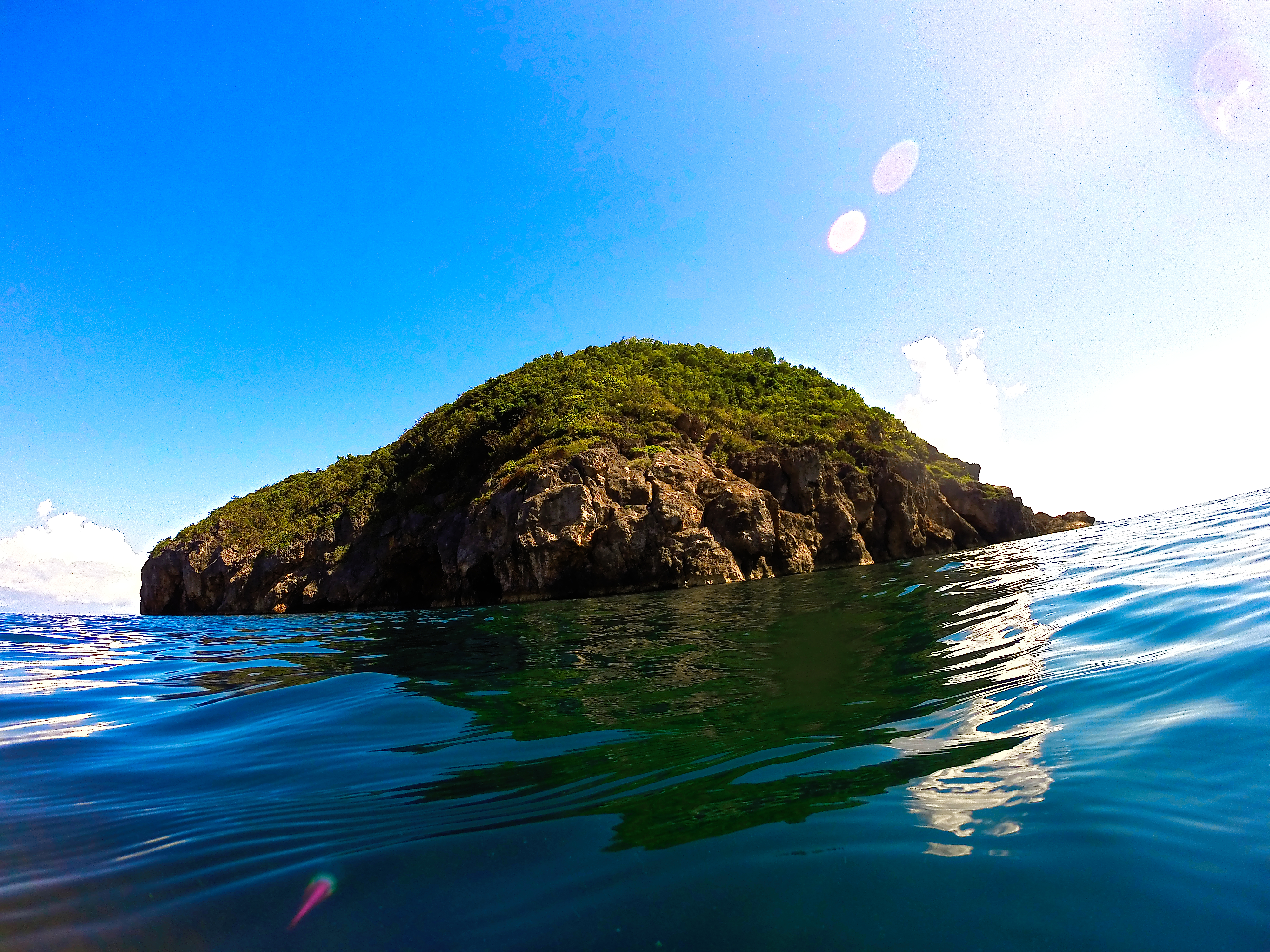
Animasola Island
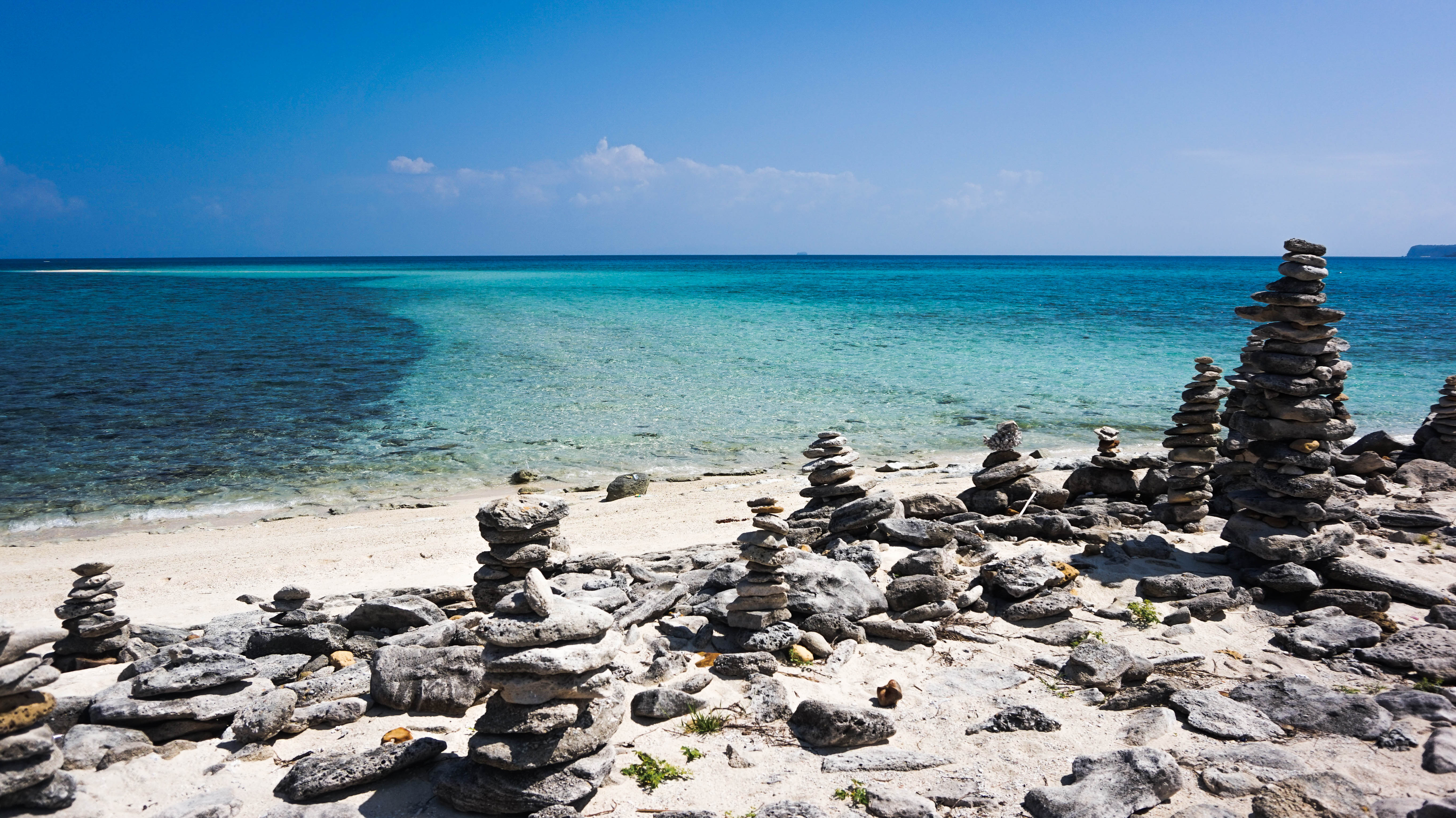
Animasola Island
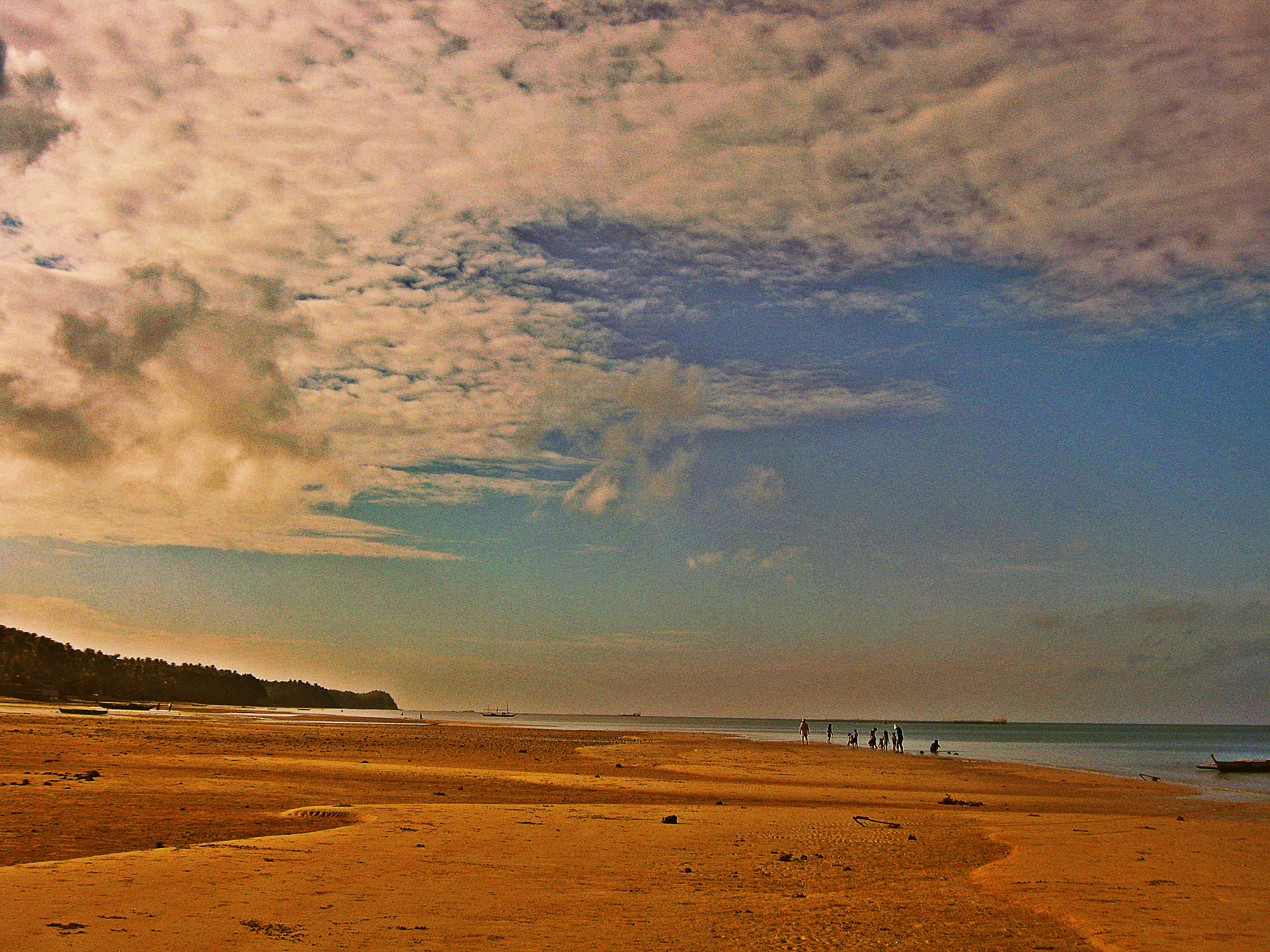
Gawas Beach
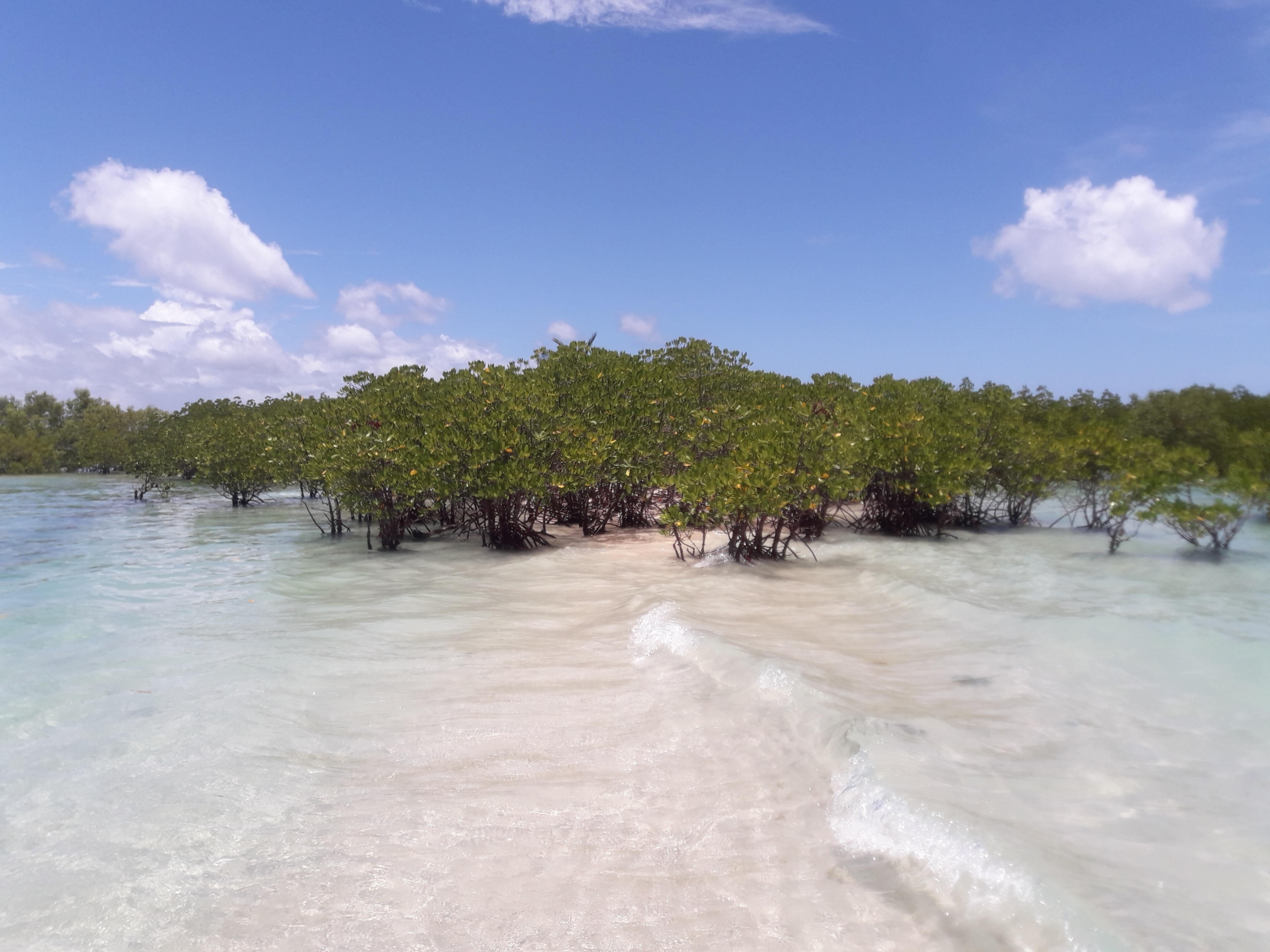
Buntod Sandbar
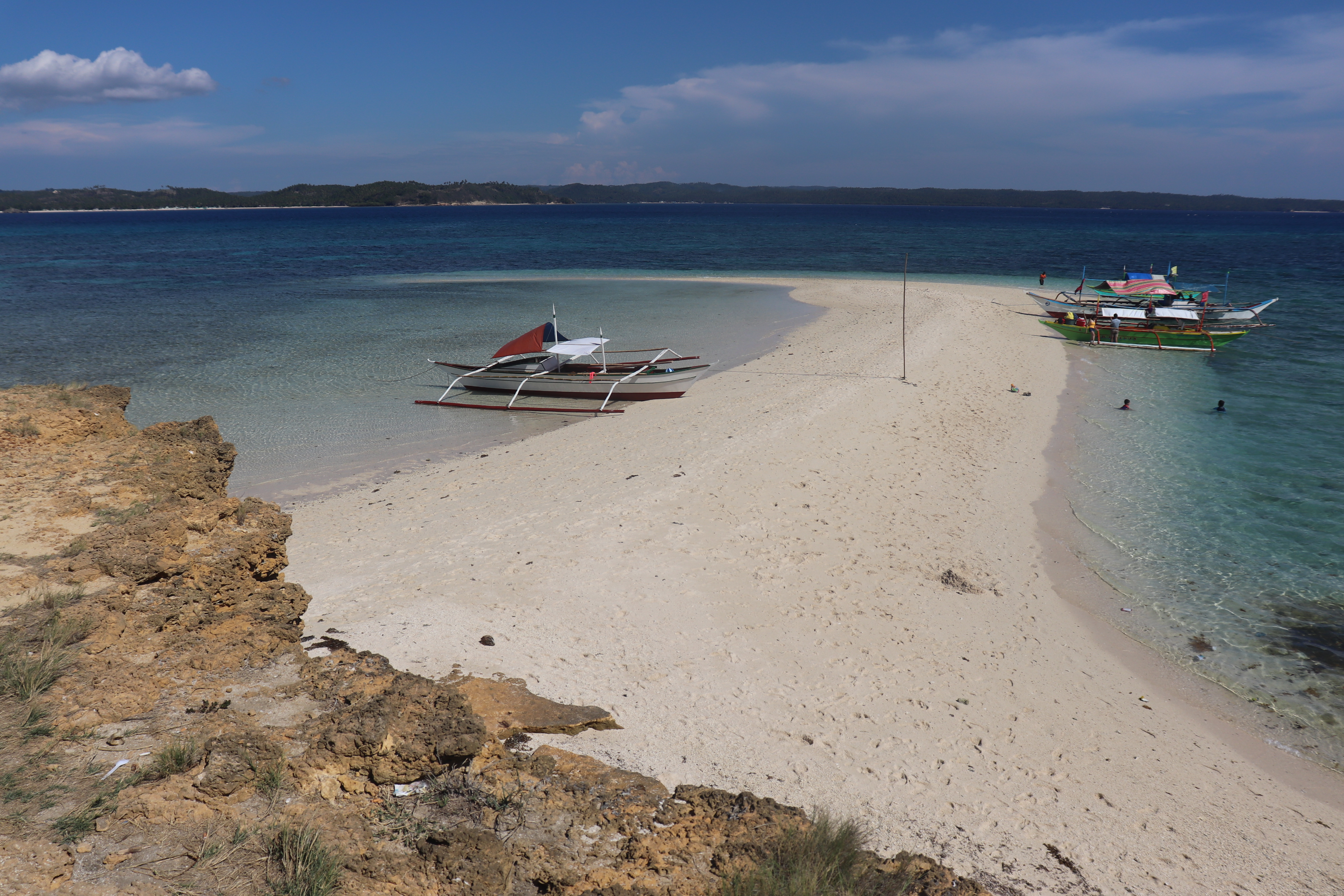
Tinalisayan Island

## Geboren in Masbate
- Moises Espinosa (14 juni 1933), politicus (overleden 17 maart 1989);
- Leonardo Quisumbing (6 november 1939), rechter (20 januari 2019),